# Danh sách địa điểm được quan tâm khoa học đặc biệt ở Merseyside
Đây là danh sách địa điểm được quan tâm khoa học đặc biệt (tiếng Anh: Sites of Special Scientific Interest, viết tắt là SSSI) ở Merseyside, thuộc vùng Tây Bắc Anh. Merseyside có dân số khoảng 1.353.600, là một trong những khu vực đông dân nhất của Vương quốc Liên hiệp Anh và Bắc Ireland. Về mặt địa lý, Merseyside bị chia cắt bởi dòng sông Mersey, cùng một mạng lưới kênh rạch và các dòng sông trải rộng trên một lưu vực xung quanh, một trong số đó được tạo ra bởi hoạt động của con người. Môi trường sống nhiều nơi bị ảnh hưởng xấu bởi hoạt động của con người, trong đó có các đầm lầy than bùn. Tính đến năm 2007, có tất cả 14 địa điểm được chọn lựa trong Area of Search, bao gồm 10 địa điểm được lựa chọn do lợi ích sinh học của chúng, 1 địa điểm do lợi ích địa chất và 3 địa điểm do lợi ích sinh học lẫn địa chất.
Ở Anh, cơ quan chịu trách nhiệm chọn lựa địa điểm được quan tâm khoa học đặc biệt là Natural England, họ chọn một địa điểm cụ thể vì các đặc điểm động vật, thực vật, địa chất hoặc sinh học của khu vực đó. Natural England đảm nhận vai trò lựa chọn và quản lý địa điểm được quan tâm khoa học đặc biệt từ English Nature vào tháng 10 năm 2006, khi diễn ra sự hợp nhất cơ quan English Nature với Cơ quan Nông thôn (Countryside Agency) và Dịch vụ Phát triển Nông thôn (Rural Development Service). Natural England, cũng giống như cơ quan tiền nhiệm của nó, sử dụng Hệ thống Hạt 1974-1996 và vì vậy cách phân chia địa điểm trong danh sách tương tự English Nature, không giống với việc phân chia các địa điểm giữa Danh sách Lancashire và Danh sách Cheshire. Dữ liệu trong bảng được lấy từ trang web của English Nature dưới dạng bảng trích dẫn cho mỗi địa điểm trong Danh sách địa điểm được quan tâm khoa học đặc biệt (SSSI).

## Các địa điểm
| Stt | Tên địa điểm       | Hình ảnh | Lý do chỉ định   | Lý do chỉ định   | Khu vực[A] | Khu vực[A] | Tham chiếu mạng lưới[B] | Năm chỉ định | Bản đồ[C] |
| Stt | Tên địa điểm       | Hình ảnh | Lợi ích sinh học | Lợi ích địa chất | Hecta      | Mẫu Anh    | Tham chiếu mạng lưới[B] | Năm chỉ định | Bản đồ[C] |
| --- | ------------------ | -------- | ---------------- | ---------------- | ---------- | ---------- | ----------------------- | ------------ | --------- |
| 1   | Cửa sông Dee       |          | Green tick       | Green tick       | 14.4       | 35.6       | SJ238832                | 1979         | Bản đồ    |
| 2   | Dibbinsdale        |          | Green tick       |                  | 53.2       | 131.5      | SJ338815                | 1979         | Bản đồ    |
| 3   | Hesketh Golf Links |          | Green tick       |                  | 14.6       | 36.1       | SD352190                | 1989         | Bản đồ    |
| 4   | Heswall Dales      |          | Green tick       |                  | 29.6       | 73.1       | SJ261821                | 1979         | Bản đồ    |
| 5   | Đồng cỏ Meols      |          | Green tick       |                  | 7.1        | 17.5       | SJ245903                | 1988         | Bản đồ    |
| 6   | Mersey Narrows     |          | Green tick       |                  | 117.8      | 291.1      | SJ315949                | 2000         | Bản đồ    |
| 7   | New Ferry          |          | Green tick       |                  | 73.9       | 182.6      | SJ340862                | 2000         | Bản đồ    |
| 8   | Bờ biển Bắc Wirral |          | Green tick       |                  | 2109.9     | 5213.6     | SJ250920                | 1979         | Bản đồ    |
| 9   | Đá Đỏ              |          | Green tick       |                  | 11.4       | 28.1       | SJ207878                | 1979         | Bản đồ    |
| 10  | Ribble Estuary[D]  |          | Green tick       |                  | 9226.3     | 22798.2    | SD375240                | 1966         | Bản đồ    |
| 11  | Bờ biển Sefton     |          | Green tick       | Green tick       | 4605.3     | 11380.0    | SD295106                | 2000         | Bản đồ    |
| 12  | Đồng cỏ Bờ Stanley |          | Green tick       |                  | 14.9       | 36.8       | SJ535972                | 1986         | Bản đồ    |
| 13  | Dungeon            |          |                  | Green tick       | 1.2        | 2.8        | SJ251831                | 1977         | Bản đồ    |
| 14  | Thurstaston Common |          | Green tick       | Green tick       | 70.8       | 174.9      | SJ245851                | 1954         | Bản đồ    |